# Exèrcit de Mèxic
L'Exèrcit de Mèxic (en castellà: Ejército Mexicano) és el component terrestre de les Forces Armades de Mèxic, i depèn de l'autoritat de la Secretaría de la Defensa Nacional, les seves principals funcions són; defensar la sobirania del territori mexicà, garantir la vida de la nació, defensar la seva integritat, la seva sobirania, i les seves institucions, per fer possible el lliure desenvolupament de les entitats federatives de Mèxic.

## Història

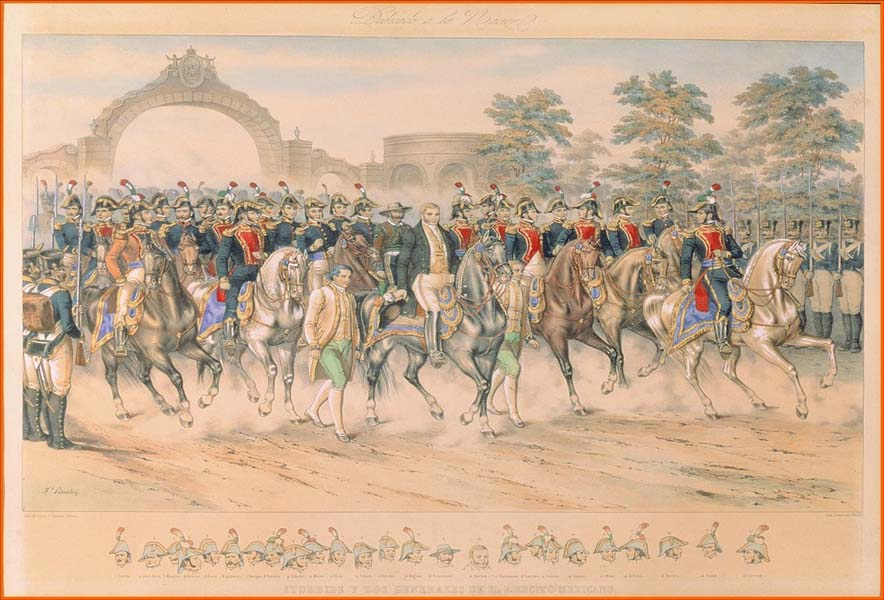
L'Exèrcit Trigarante

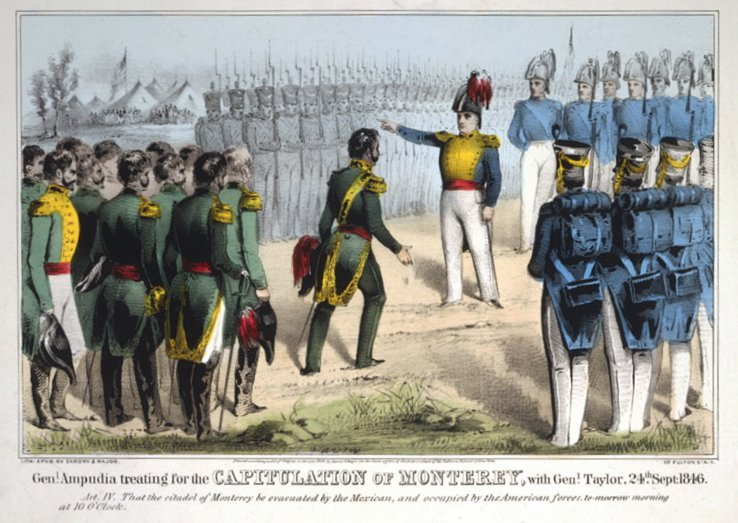
L'Exèrcit Nacional contra Estats Units

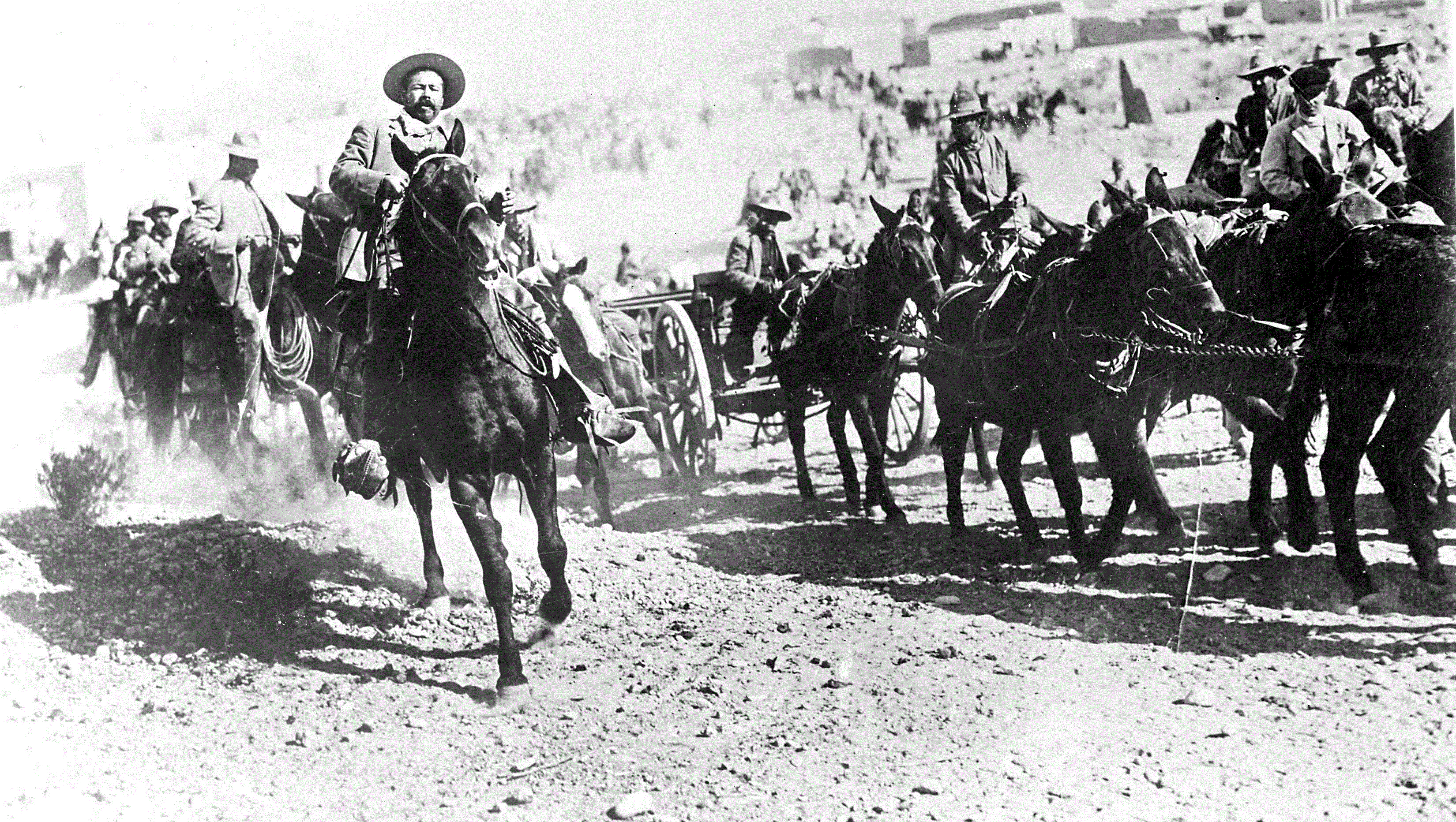
La Divisió del Nord per Pancho Villa

### Exèrcit Reialista
L'exèrcit reialista estava conformat majorment per espanyols, encara que amb la guerra contra els insurgents mexicans i espanyols, diversos coronels mexicans van ser ascendits com generals de l'exèrcit reialista, on Agustin d'Iturbide va acceptar la comandància de l'exèrcit reialista, que tènia la missió d'eliminar a les forces insurgents de Vicente Guerrero. Però el 24 de febrer de 1821, és formulat el pla d'Iguala entre el capdavanter insurgent Vicente Guerrero i el capdavanter reialista Agustin d'Iturbide. Entre els realistes nascuts a Mèxic van anar José Joaquín de Herrera, Mariano Paredes y Arrillaga, Anastasio Bustamante, Manuel Gómez Pedraza, Valentín Canalizo, Miguel Barragán i Antonio López de Santa Anna; Entre els comandants reialistas van ser Francisco Javier Venegas, Ignacio Elizondo, Félix María Calleja, Juan Ruiz de Apodaca, Francisco Novella i finalment Agustin d'Iturbide (qui es va aliar amb l'últim comandant insurgent Vicente Guerrero).

### Exèrcit Insurgent
L'exèrcit insurgent estava compost en la seva majoria per ciutadans natius de Mèxic durant el Virregnat de Nova Espanya, dels quals eren cridats així, perquè van participar en la rebel·lió i en el rebuig de l'autoritat espanyola de Nova Espanya, els actes insurgents poden variar des de la desobediència civil fins a l'intent organitzat i armat per intentar destruir a l'autoritat establerta, i són cridats així per fer referència a la resistència armada d'un grup en contra d'un govern. En 1810 va sorgir el primer exèrcit Insurgent format inicialment per voluntaris liderats per Miguel Hidalgo y Costilla, dels quals eren presos alliberats, servents, camperols, empleats i artesans, que malgrat no tenir cap estructura definida, l'exèrcit insurgent va començar a tenir més voluntaris, per exemple a la província de San Miguel, es comptabilitzaven més de 5,000 voluntaris o a la província de Guanajuato, que es comptabilitzaven més de 80,000 voluntaris, i que amb el temps, l'exèrcit insurgent va aconseguir tenir la major quantitat d'armes de foc que l'exèrcit reialista, però que en la seva majoria, eren armes mal foses i de menor qualitat. Les guerres de l'exèrcit insurgent es va dividir en quatre etapes; la primera etapa va començar durant el crit de dolors, sota el comandament de Miguel Hidalgo y Costilla, la segona prefectura per José María Morelos, la tercera prefectura per l'espanyol insurgent Francisco Javier Mina, i l'última per Vicente Guerrero.
Els comandants van ser Miguel Hidalgo y Costilla (amb el suport també de Josefa Ortiz de Domínguez, Juan Ignacio Aldama, Ignacio Allende, Domingo Allende, Mariano Abasolo, Manuel Castelblanque, Vicente Casas del Cerro, Fernando Zamarrita, Francisco Primo y Teran, José María Arévalo, Francisco Mascareña, Miguel Vallejo, Luis Malo, Hermenegildo Franco, Felipe Gonzáles, Ignacio Cruces, Luis G. Milares, Manuel Cabeza de Vaca, Francisco Lanzagorta, Joaquin Ocon, Antonio Villanueva, Vicente Vázquez, Antonio Vivero i Juan de Umarán), José María Morelos (amb el suport també de Ignacio Lopez Rayon, Rafael de Irarte, Juan Galeana, Jose Galeana, Hermenegildo Galeana, Miguel Galeana, Nicolás Bravo, Mariana Matamoros, Manuel de Mier y Terán i Guadalupe Victoria), Francisco Javier Mina i finalment Vicente Guerrero.

### Exèrcit Trigarante
Va ser la unió entre l'exèrcit insurgent de Vicente Guerrero i l'exèrcit reialista de Agustin d'Iturbide. Durant la quarta etapa de l'exèrcit insurgent per la independència de Mèxic (comandats per Vicente Guerrero), es va sostenir un mutu acord amb Agustin d'Iturbide, qui havia quedat al comandament de l'exèrcit reialista; Aquest acord va ser segellat amb l'abraçada d'acatempan, que formulava el Pla d'Iguala, del qual contenia 24 articles, entre els quals destaquen la Independència de Mèxic i l'establiment d'un Govern Monàrquic moderat amb la formació d'un exèrcit protector denominat com Trigarante, per les tres garanties establertes en el pla. Els comandants reialistes van ser José Joaquín de Herrera, Mariano Paredes y Arrillaga, Anastasio Bustamante, Manuel Gómez Pedraza, Luis Cortazar, Juan José Miñón, Vicente Filisola, Valentín Canalizo, Miguel Barragán, Antonio López de Santa Anna, Pedro Celestino Negrete i Martín Caneda. I els generals insurgents Nicolás Bravo, Juan Nepomuceno Álvarez Hurtado i Francisco Hernández.

### Exèrcit Imperial
L'exèrcit imperial, va ser l'exèrcit de Mèxic durant el govern monàrquic en dos períodes (1822-1823) i (1864-1867). Els comandants de l'exèrcit imperial durant el primer imperi mexicà van ser Melchor Álvarez, Francisco Antonio Berdejo, Anastasio Bustamante, Agustín de Bustillo, Eugenio Cortés, José Antonio de Echávarri, José Figueroa, Antonio Gaona, José Mariano Guerra, Vicente Guerrero, José Joaquín de Herrera, Francisco Manuel Hidalgo, Joaquín Leño, Manuel de la Llata, Antonio López de Santa Ana, José Antonio Mateauda, Juan Bautista Miota, Pablo María Mouleac, José Muñoz de Chavero, Esteban de Munuera, Pedro Otero, José María de la Portilla, Luis Quintanar, Francisco Ramírez, Manuel de la Sota Riva, Manuel María de Torres, Juan de Dios Tovar, Pablo Unda, Gerónimo Villamil, Antonio de Villaurrutia i Eulogio de Villaurrutia.

### Exèrcit Nacional
L'exèrcit nacional de Mèxic es va formar a partir de les guerres que va tenir Mèxic contra els Estats Units i França, però durant la Guerra de Reforma, els diferents comandants de l'exèrcit nacional es van subdividir en les següents dues subdivisions.

#### Exèrcit Liberal
Durant la Guerra de Reforma, els comandants liberals van ser Anastasio Parrodi, Juan Zuazua Esparza, José Santos Degollado, Santiago Vidaurri Valdéz, Jesús García Morales, Eulalio Degollado, Juan Nepomuceno Rocha, Jesús González Ortega, Leandro Valle Martínez, José López Draga, Antonio Rojas, Porfirio Díaz, Ignacio Zaragoza Seguín, Felipe B. Berriozábal, Mariano Escobedo de la Peña, Ramón Corona Madrigal, Anacleto Herrera y Cairo, Antonio Rojas, Francisco Alatorre, Antonio Carvajal, Santiago Tapia, Pedro Luis Ogazón Rubio, Nicolás de la Peña, Miguel Cástulo Alatriste, Tomás O'Horan, Miguel Contreras Medellín, Miguel Cruz Aedo, Miguel Blanco, Julián Quiroga Almaguer, Pedro A. Galván, Nicolás Régules Cano, Florencio Antillón Moreno, Manuel Doblado Partida, Miguel Negrete Novoa, José María Arteaga.
L'exèrcit liberal es va subdividir en dues divisions per lluitar contra la intervenció formada per Anglaterra, França i Espanya.
- L'Exèrcit d'Orient
- L'Exèrcit d'Occident

#### Exèrcit Conservador
Durant la Guerra de Reforma, els comandants conservadors van ser Félix María Zuloaga, Luis Gonzaga Osollo, Miguel Miramón y Tarelo, José Manuel Arteaga, Leonardo Márquez, Silverio Ramírez, Pedro Valdez, Rómulo Díaz de la Vega, Jerónimo Calatayud, Marcelino Cobos, Mariano Miramón y Tarelo, Tomás Mejía, Manuel Lozada, Antonio Taboada, Ignacio Buitrón, Carlos Rivas, Marcelino Cobos, Remigio Tovar, José María Cobos, Charles Ferdinand Latrille, Francisco García Casanova, Francisco A. Vélez, Agustín Zires, José María Moreno, José Quintanilla, Manuel del Refugio González Flores, Manuel María Calvo, Domingo Cajén, Juan Vicario, Miguel Negrete Novoa, José María Arteaga.

### Revolució Mexicana
La Revolució Mexicana va ser un moviment social i cultural violent, matisat per tendències socialistes i nacionalistes, que es va realitzar de 1910-1917. Aquest moviment va formar el Mèxic del segle xx, ja que va tenir un fort impacte en els treballadors socials i en l'agricultura, i la constitució que es va derivar d'aquest moviment va ser la primera del món que va reconèixer les garanties socials i els drets laborals col·lectius.

#### Exèrcit Federal
L'Exèrcit Federal va ser unificat durant el Govern del general Porfirio Díaz, amb la unificació autònoma sobre les forces rurals estatals i forces policíaques civils. Aquesta corporació va mantenir amb mà de ferro la pau interior i va intentar aconseguir la unitat nacional amb violència. A més d'haver estat la primera vegada que les forces armades adquirissin un esperit de cos disciplinat i lleial a les constitucions i institucions governamentals per defensar-les. Però després l'exèrcit federal va estar al comandament de Francisco I. Madero i Victoriano Huerta en els seus respectius períodes.
- Divisió del Nord
- Divisió del Centre
- Divisió del Sud

#### Exèrcit Libertador
L'Exèrcit Libertador va ser un exèrcit organitzat i liderat per Emiliano Zapata en l'Estat de Morelos. La seva causa principal va ser la reforma agrària, aquest exèrcit estava originalment alineat amb Francisco I. Madero en oposició al règim del president Porfirio Díaz. L'Exèrcit Libertador exigien la revolució social, la devolució de terres i propietats usurpades i l'aplicació del Pla d'Ayala. L'exèrcit va poder controlar als estats mexicans de Puebla, Morelos, Guerrero, Mèxic i el Sud del Districte Federal.

#### Exèrcit Constitucionalista
L'Exèrcit Constitucionalista es basava en el Pla de Guadalupe proclamat per Venustiano Carranza per a promulgar diferents canvis polítics i socials en contra del President de Mèxic Victoriano Huerta. Les tropes de l'Exèrcit Constitucionalista estaven formades principalment per camperols i voluntaris de diferents pobles de Mèxic, dels quals van derrotar l'Exèrcit Federal per tot el territori nacional.
- Divisió del Nord-est
- Divisió del Nord-oest
- Divisió del Centre
- Divisió de l'Est
- Divisió de l'Occident
- Divisió del Sud
- Divisió del Sud-est

## Exèrcit Mexicà
L'Exèrcit Mexicà és resultat de l'evolució de les forces revolucionàries de l'Exèrcit Constitucionalista en ser sotmès a una reorganització i modernització que va incloure la revalidació del grau per als alts oficials, la imposició de disciplina, principalment entre les generals i caps, així com amb tots els caps i classes militars; A partir del 22 de setembre de 1948, l'exèrcit Mexicà és una institució de pau, oberta per als mexicans amb vocació per al servei de les armes. El seu origen és completament popular, disciplinat i organitzat. Històricament, és un institut armat amb el reflex de les seves lluites, el resultat de la seva obstinació per afermar la independència del país i salvaguardar la seva llibertat.
| Zona | Ubicació                | Regió |
| 1.-  | Tacubaya, D.F.          | I     |
| 2.-  | Tijuana, B.C.           | II    |
| 3.-  | La Paz, B.C.S.          | II    |
| 4.-  | Hermosillo, Son.        | II    |
| 5.-  | Chihuahua, Chih.        | XI    |
| 6.-  | Saltillo, Coah.         | XI    |
| 7.-  | Escobedo, N.L.          | IV    |
| 8.-  | Reynosa, Tamps.         | IV    |
| 9.-  | Culiacan, Sin.          | III   |
| 10.- | Durango, Dgo.           | III   |
| 11.- | Guadalupe, Zac.         | V     |
| 12.- | San Luis Potosi, S.L.P. | IV    |
| 13.- | Tepic, Nay.             | V     |
| 14.- | Aguascalientes, Ags.    | V     |
| 15.- | La Mojonera, Jal.       | V     |
| 16.- | Sarabia, Gto.           | XII   |
| 17.- | Queretaro, Qro.         | XII   |
| 18.- | Pachuca, Hgo.           | I     |
| 19.- | Tuxpan, Ver.            | VI    |
| 20.- | Colima, Col.            | V     |
| 21.- | Morelia, Mich.          | XII   |
| 22.- | Toluca, Mex.            | I     |
| 23.- | Panotla, Tlax.          | VI    |

| Zona | Ubicació                  | Regió |
| 24.- | Tehuacán, Pue.            | VI    |
| 25.- | Puebla, Pue.              | VI    |
| 26.- | El Lencero, Ver.          | VI    |
| 27.- | Ticui, Gro.               | IX    |
| 28.- | Ixcotel, Oax.             | VIII  |
| 29.- | Minatitlan, Ver.          | VIII  |
| 30.- | Villahermosa, Tab         | VII   |
| 31.- | Rancho Nuevo, Chis.       | VII   |
| 32.- | Valladolid, Yuc.          | X     |
| 33.- | Campeche, Camp.           | X     |
| 34.- | Chetumal, Q.R.            | X     |
| 35.- | Chilpancingo, Gro.        | IX    |
| 36.- | Tapachula, Chis.          | VII   |
| 37.- | Santa Lucia, Mex.         | I     |
| 38.- | Tenosique, Tab.           | VII   |
| 39.- | Ocosingo, Chis.           | VII   |
| 40.- | Guerrero Negro, B.C.S.    | II    |
| 41.- | Puerto Vallarta, Jal.     | V     |
| 42.- | Hidalgo del Parral, Chih. | XI    |
| 43.- | Apatzingan, Mich.         | XII   |
| 44.- | Miahuatlan, Oax.          | VIII  |
| 45.- | Nogales, Son.             | II    |

| Zona | Ubicació                | Regió |
| 1.-  | Tacubaya, D.F.          | I     |
| 2.-  | Tijuana, B.C.           | II    |
| 3.-  | La Paz, B.C.S.          | II    |
| 4.-  | Hermosillo, Son.        | II    |
| 5.-  | Chihuahua, Chih.        | XI    |
| 6.-  | Saltillo, Coah.         | XI    |
| 7.-  | Escobedo, N.L.          | IV    |
| 8.-  | Reynosa, Tamps.         | IV    |
| 9.-  | Culiacan, Sin.          | III   |
| 10.- | Durango, Dgo.           | III   |
| 11.- | Guadalupe, Zac.         | V     |
| 12.- | San Luis Potosi, S.L.P. | IV    |
| 13.- | Tepic, Nay.             | V     |
| 14.- | Aguascalientes, Ags.    | V     |
| 15.- | La Mojonera, Jal.       | V     |
| 16.- | Sarabia, Gto.           | XII   |
| 17.- | Queretaro, Qro.         | XII   |
| 18.- | Pachuca, Hgo.           | I     |
| 19.- | Tuxpan, Ver.            | VI    |
| 20.- | Colima, Col.            | V     |
| 21.- | Morelia, Mich.          | XII   |
| 22.- | Toluca, Mex.            | I     |
| 23.- | Panotla, Tlax.          | VI    |

| Zona | Ubicació                  | Regió |
| 24.- | Tehuacán, Pue.            | VI    |
| 25.- | Puebla, Pue.              | VI    |
| 26.- | El Lencero, Ver.          | VI    |
| 27.- | Ticui, Gro.               | IX    |
| 28.- | Ixcotel, Oax.             | VIII  |
| 29.- | Minatitlan, Ver.          | VIII  |
| 30.- | Villahermosa, Tab         | VII   |
| 31.- | Rancho Nuevo, Chis.       | VII   |
| 32.- | Valladolid, Yuc.          | X     |
| 33.- | Campeche, Camp.           | X     |
| 34.- | Chetumal, Q.R.            | X     |
| 35.- | Chilpancingo, Gro.        | IX    |
| 36.- | Tapachula, Chis.          | VII   |
| 37.- | Santa Lucia, Mex.         | I     |
| 38.- | Tenosique, Tab.           | VII   |
| 39.- | Ocosingo, Chis.           | VII   |
| 40.- | Guerrero Negro, B.C.S.    | II    |
| 41.- | Puerto Vallarta, Jal.     | V     |
| 42.- | Hidalgo del Parral, Chih. | XI    |
| 43.- | Apatzingan, Mich.         | XII   |
| 44.- | Miahuatlan, Oax.          | VIII  |
| 45.- | Nogales, Son.             | II    |

| Secretari               | General de Divisió          |
| Secretari               | General de Divisió          |
| General de Brigada      | General Brigadier           |
| General de Brigada      | General Brigadier           |
| Coronel                 | Tinent Coronel              |
| Coronel (Infanteria)    | Tinent Coronel (Infanteria) |
| Major                   | Primer capità               |
| Major (Infanteria)      | 1 Capità (Infanteria)       |
| Segon capità            | Tinent                      |
| 2 Capità (Infanteria)   | Tinent (Infanteria)         |
| Sotstinent              |                             |
| Sotstinent (Infanteria) |                             |